# HD40886
HD40886 — хімічно пекулярна зоря спектрального класу A0, що має видиму зоряну величину в смузі V приблизно  8,2.
Вона  розташована на відстані близько 3166,6 світлових років від Сонця.

## Пекулярний хімічний вміст
Зоряна атмосфера HD40886 має підвищений вміст 
Cr
.